# Podocnemis unifilis

Podocnemis unifilis är en sköldpaddsart som beskrevs av  Franz Hermann Troschel 1848. Podocnemis unifilis ingår i släktet Podocnemis och familjen Podocnemididae. IUCN kategoriserar arten globalt som sårbar. Inga underarter finns listade i Catalogue of Life.
Arten förekommer i Amazonområdet och i angränsande regioner av norra Sydamerika från Colombia, Venezuela och regionen Guyana i norr till centrala Brasilien och centrala Bolivia i syd. I väst når arten Andernas östra sluttningar.
Det är den näst största arten av de sydamerikanska flodsköldpaddorna, med en vikt på upp till 12 kg och sköldlängd på cirka 55 cm.